# Saint-Parres-lès-Vaudes
Saint-Parres-lès-Vaudes é uma comuna francesa na região administrativa de Grande Leste, no departamento de Aube. Estende-se por uma área de 3,08 km². Em 2010 a comuna tinha 1 040 habitantes (densidade: 337,7 hab./km²).